# Flora, Lucilla, Eugenio e compagni
Flora e Lucilla (... – Roma, 260-265 circa) sono due vergini sorelle vissute nel III secolo che vennero martirizzate insieme a Eugenio e ad altri 20 compagni a causa della loro fede. 
La memoria si festeggia il 29 luglio.

## Agiografia
La Passio presenta Flora e Lucilla come due sorelle romane che a causa della loro fede, furono rapite da Eugenio, un uomo africano, che poi in seguito si convertì. Secondo un'altra versione queste sante erano schiave di Eugenio, un re barbaro, il quale, come nella precedente versione, poi si convertì.
Nel 260-265 circa le due Sante vennero martirizzate con Antonio, Teodoro e altri 18 compagni.
Nell'861 le reliquie delle due Sante, per volere del vescovo di Arezzo, Giovanni, vennero traslate da Ostia ad Arezzo. Si dice che durante il viaggio la cavalla che portava le reliquie si fosse fermata sul colle Titano, presso Arezzo dove vennero lasciate alcune delle reliquie e fu costruita una chiesa dedicata a loro.
Le loro reliquie sono state poi portate anche in altri luoghi come in Francia, in Germania e in Spagna dove si è diffuso il loro culto. 
Nel IX secolo, inoltre, fu anche scritta una Passio, ma poco affidabile, poiché è identica alla vita di Sant'Auceia.
Nel 2001, il nome delle due Sante è stato cancellato dal calendario della Chiesa poiché furono considerate leggende medievali.